# Wereldbeker snowboarden 2007/2008
De wereldbeker snowboarden 2007/2008 (officieel: FIS World Cup Snowboard) is een competitie voor snowboarders
die georganiseerd wordt door de FIS. In de wereldbeker zijn voor mannen vijf disciplines
opgenomen (halfpipe, snowboard cross, big air, parallelle slalom en parallelle reuzenslalom), één meer dan bij de vrouwen waar de big air ontbreekt.

## Wereldbeker mannen

### Uitslagen
| Datum      | Plaats          | Discipline           | Eerste              | Tweede               | Derde               |
| ---------- | --------------- | -------------------- | ------------------- | -------------------- | ------------------- |
| 01/09/2007 | Cardrona        | Halfpipe             | Ryoh Aono           | Iouri Podladtchikov  | Rolf Feldmann       |
| 26/09/2007 | Valle Nevado    | Snowboardcross       | Stian Sivertzen     | Robert Fagan         | Drew Neilson        |
| 29/09/2007 | Valle Nevado    | Snowboardcross       | Pierre Vaultier     | Stian Sivertzen      | Xavier Delerue      |
| 07/10/2007 | Rotterdam       | Big air              | Peetu Piiroinen     | Stefan Gimple        | Antti Autti         |
| 12/10/2007 | Landgraaf       | Parallelslalom       | Mathieu Bozzetto    | Siegfried Grabner    | Marc Iselin         |
| 20/10/2007 | Sölden          | Parallelreuzenslalom | Rok Flander         | Daniel Biveson       | Adam Smith          |
| 02/11/2007 | Saas Fee        | Halfpipe             | Iouri Podladtchikov | Janne Korpi          | Christian Haller    |
| 17/11/2007 | Stockholm       | Big air              | Janne Korpi         | Risto Mattila        | Sami Saarenpaa      |
| 08/12/2007 | Limone Piemonte | Parallelreuzenslalom | Manuel Veith        | Daniel Biveson       | Matthew Morison     |
| 16/12/2007 | Nendaz          | Parallelslalom       | Mathieu Bozzetto    | Rok Flander          | Roland Haldi        |
| 22/12/2007 | Sofia           | Big air              | Stefan Gimpl        | Janne Korpi          | Matevs Petek        |
| 09/01/2008 | Bad Gastein     | Parallelslalom       | Mathieu Bozzetto    | Karl Benjamin        | Rok Marguc          |
| 13/01/2008 | Bad Gastein     | Snowboardcross       | Mario Fuchs         | Shaun Palmer         | Mateusz Ligocki     |
| 19/01/2008 | La Molina       | Parallelreuzenslalom | Andreas Prommegger  | Anton Unterkofler    | Tyler Jewell        |
| 20/01/2008 | La Molina       | Parallelslalom       | Rok Flander         | Benjamin Karl        | Andreas Prommegger  |
| 27/01/2008 | Bardonecchia    | Halfpipe             | Manuel Pietropoli   | Markus Malin         | Peetu Piiroinen     |
| 01/02/2008 | Leysin          | Snowboardcross       | Mario Fuchs         | David Speiser        | Lukas Grüner        |
| 09/02/2008 | Moskou          | Big air              | Stefan Gimpl        | Roope Tonteri        | Sindre Iversen      |
| 15/02/2008 | Sungwoo         | Snowboardcross       | Pierre Vaultier     | Nate Holland         | Mateusz Ligocki     |
| 16/02/2008 | Sungwoo         | Halfpipe             | Ryoh Aono           | Gregory Bretz        | Iouri Podladtchikov |
| 17/02/2008 | Sungwoo         | Parallelreuzenslalom | Benjamin Karl       | Roland Haldi         | Heinz Inniger       |
| 22/02/2008 | Gujo-Gifu       | Snowboardcross       | Graham Watanabe     | Stian Sivertzen      | Alex Pullin         |
| 23/02/2008 | Gujo-Gifu       | Halfpipe             | Kazuumi Fujita      | Jeff Batchelor       | Gregory Bretz       |
| 24/02/2008 | Gujo-Gifu       | Parallelreuzenslalom | Jasey-Jay Anderson  | Roland Fischnaller   | Matthew Morison     |
| 29/02/2008 | Calgary         | Halfpipe             | Brad Martin         | Jeff Batchelor       | Tore Holvik         |
| 01/03/2008 | Lake Placid     | Snowboardcross       | Nick Baumgartner    | Drew Neilson         | Tom Velisek         |
| 03/03/2008 | Lake Placid     | Parallelreuzenslalom | Mathieu Bozzetto    | Tyler Jewell         | Benjamin Karl       |
| 07/03/2008 | Stoneham        | Snowboardcross       | Pierre Vaultier     | Paul-Henri de le Rue | Vincent Valery      |
| 08/03/2008 | Stoneham        | Parallelreuzenslalom | Benjamin Karl       | Andreas Prommegger   | Matthew Morison     |
| 09/03/2008 | Stoneham        | Halfpipe             | Gregory Bretz       | Brad Martin          | Nathan Johnstone    |
| 13/03/2008 | Valmalenco      | Snowboardcross       | Mateusz Ligocki     | Pierre Vaultier      | Vincent Valery      |
| 14/03/2008 | Valmalenco      | Big air              | Kim-Rune Hansen     | Gjermund Braaten     | Stefan Gimpl        |
| 15/03/2008 | Valmalenco      | Parallelreuzenslalom | Matthew Morison     | Roland Fischnaller   | Justin Reiter       |
| 16/03/2008 | Valmalenco      | Halfpipe             | Crispin Lipscomb    | Iouri Podladtchikov  | James Hamilton      |

### Eindstand wereldbeker
| Algemene wereldbeker | Algemene wereldbeker | Algemene wereldbeker | Algemene wereldbeker |
| #                    | Snowboarder          | Land                 | Punten               |
| -------------------- | -------------------- | -------------------- | -------------------- |
| 1                    | Benjamin Karl        | AUT                  | 6290                 |
| 2                    | Mathieu Bozzetto     | FRA                  | 6100                 |
| 3                    | Pierre Vaultier      | FRA                  | 5180                 |
| 4                    | Andreas Prommegger   | AUT                  | 4960                 |
| 5                    | Stefan Gimpl         | AUT                  | 4640                 |
| 6                    | Matthew Morison      | CAN                  | 4490                 |
| 7                    | Janne Korpi          | FIN                  | 4220                 |
| 8                    | Stian Sivertzen      | NOR                  | 4180                 |
| 9                    | Jasey-Jay Anderson   | CAN                  | 4046                 |
| 10                   | Rok Flander          | SLO                  | 3918                 |

| Parallelslalom parallelreuzenslalom | Parallelslalom parallelreuzenslalom | Parallelslalom parallelreuzenslalom | Parallelslalom parallelreuzenslalom |
| #                                   | Snowboarder                         | Land                                | Punten                              |
| ----------------------------------- | ----------------------------------- | ----------------------------------- | ----------------------------------- |
| 1                                   | Benjamin Karl                       | AUT                                 | 6290                                |
| 2                                   | Mathieu Bozzetto                    | FRA                                 | 6100                                |
| 3                                   | Andreas Prommegger                  | AUT                                 | 4960                                |
| 4                                   | Matthew Morison                     | CAN                                 | 4490                                |
| 5                                   | Rok Flander                         | SLO                                 | 3918                                |

| Snowboardcross | Snowboardcross  | Snowboardcross | Snowboardcross |
| #              | Snowboarder     | Land           | Punten         |
| -------------- | --------------- | -------------- | -------------- |
| 1              | Pierre Vaultier | FRA            | 5180           |
| 2              | Stian Sivertzen | NOR            | 4180           |
| 3              | Mario Fuchs     | AUT            | 3440           |
| 4              | Graham Watanabe | USA            | 2990           |
| 5              | Drew Neilson    | CAN            | 2728           |

| Halfpipe | Halfpipe            | Halfpipe | Halfpipe |
| #        | Snowboarder         | Land     | Punten   |
| -------- | ------------------- | -------- | -------- |
| 1        | Iouri Podladtchikov | SUI      | 3700     |
| 2        | Gregory Bretz       | USA      | 2620     |
| 3        | Jeff Batchelor      | CAN      | 2250     |
| 4        | Sergio Berger       | SUI      | 2170     |
| 5        | Brad Martin         | CAN      | 2040     |

| Big air | Big air         | Big air | Big air |
| #       | Snowboarder     | Land    | Punten  |
| ------- | --------------- | ------- | ------- |
| 1       | Stefan Gimpl    | AUT     | 4640    |
| 2       | Janne Korpi     | FIN     | 2200    |
| 3       | Matevz Petek    | SLO     | 1980    |
| 4       | Petja Piiroinen | FIN     | 1402    |
| 5       | Kim-Rune Hansen | NOR     | 1399    |

## Wereldbeker vrouwen

### Uitslagen
| Datum      | Plaats          | Discipline           | Eerste                 | Tweede                  | Derde                   |
| ---------- | --------------- | -------------------- | ---------------------- | ----------------------- | ----------------------- |
| 01/09/2007 | Cardrona        | Halfpipe             | Manuela Pesko          | Lindsey Jacobellis      | Clair Bidez             |
| 26/09/2007 | Valle Nevado    | Snowboardcross       | Lindsey Jacobellis     | Maëlle Ricker           | Doresia Krings          |
| 29/09/2007 | Valle Nevado    | Snowboardcross       | Maëlle Ricker          | Mellie Francon          | Dominique Maltais       |
| 12/10/2007 | Landgraaf       | Parallelslalom       | Amelie Kober           | Heidi Neururer          | Nicolien Sauerbreij     |
| 21/10/2007 | Sölden          | Parallelreuzenslalom | Marion Kreiner         | Heidi Neururer          | Nicolien Sauerbreij     |
| 02/11/2007 | Saas Fee        | Halfpipe             | Kjersti Buaas          | Chen Xu                 | Manuela Pesko           |
| 08/12/2007 | Limone Piemonte | Parallelreuzenslalom | Heidi Neururer         | Jekaterina Toedegesjeva | Carmen Ranigler         |
| 16/12/2007 | Nendaz          | Parallelslalom       | Julia Dujmovits        | Heidi Neururer          | Nicolien Sauerbreij     |
| 09/01/2008 | Bad Gastein     | Parallelslalom       | Nicolien Sauerbreij    | Anke Karstens           | Doris Günther           |
| 13/01/2008 | Bad Gastein     | Snowboard cross      | Lindsey Jacobellis     | Mellie Francon          | Tanja Frieden           |
| 19/01/2008 | La Molina       | Parallelreuzenslalom | Nicolien Sauerbreij    | Claudia Riegler         | Marion Kreiner          |
| 20/01/2008 | La Molina       | Parallelslalom       | Heidi Neururer         | Nicolien Sauerbreij     | Claudia Riegler         |
| 27/01/2008 | Bardonecchia    | Halfpipe             | Anne Sophie Pellissier | Queralt Castellet       | Sophie Rodriguez        |
| 01/02/2008 | Leysin          | Snowboardcross       | Helene Olafsen         | Diane Thermoz-Liaudy    | Tanja Frieden           |
| 15/02/2008 | Sungwoo         | Snowboardcross       | Maëlle Ricker          | Lindsey Jacobellis      | Mellie Francon          |
| 16/02/2008 | Sungwoo         | Halfpipe             | Liu Jiayu              | Sōko Yamaoka            | Lindsey Jacobellis      |
| 17/02/2008 | Sungwoo         | Parallelreuzenslalom | Doris Günther          | Nicolien Sauerbreij     | Svetlana Boldikova      |
| 22/02/2008 | Gujo-Gifu       | Snowboardcross       | Maelle Ricker          | Zoe Gillings            | Mellie Francon          |
| 23/02/2008 | Gujo-Gifu       | Halfpipe             | Sun Zhifeng            | Sōko Yamaoka            | Manuela Pesko           |
| 24/12/2008 | Gujo-Gifu       | Parallelreuzenslalom | Nicolien Sauerbreij    | Julia Dujmovits         | Jekaterina Toedegesjeva |
| 29/02/2008 | Calgary         | Halfpipe             | Jiayu Liu              | Chen Xu                 | Sophie Rodriguez        |
| 01/03/2008 | Lake Placid     | snowboard cross      | Lindsey Jacobellis     | Maëlle Ricker           | Dominique Maltais       |
| 03/03/2008 | Lake Placid     | Parallelreuzenslalom | Svetlana Boldikova     | Fränzi Mägert-Kohli     | Heidi Neururer          |
| 07/03/2008 | Stoneham        | Snowboardcross       | Lindsey Jacobellis     | Maelle Ricker           | Mellie Francon          |
| 08/03/2008 | Stoneham        | Parallelreuzenslalom | Nicolien Sauerbreij    | Jekaterina Toedegesjeva | Doris Günther           |
| 09/03/2008 | Stoneham        | Halfpipe             | Manuela Pesko          | Sarah Conrad            | Queralt Castellet       |
| 13/03/2008 | Valmalenco      | Snowboardcross       | Sandrea Frei           | Alexandra Jekova        | Dominique Maltais       |
| 15/03/2008 | Valmalenco      | Parallelreuzenslalom | Anke Karstens          | Michelle Gorgone        | Claudia Riegler         |
| 16/03/2008 | Valmalenco      | Halfpipe             | Manuela Pesko          | Queralt Castellet       | Zhifeng Sun             |

### Eindstand wereldbeker
| Algemene wereldbeker | Algemene wereldbeker | Algemene wereldbeker | Algemene wereldbeker |
| #                    | Snowboarder          | Land                 | Punten               |
| -------------------- | -------------------- | -------------------- | -------------------- |
| 1                    | Nicolien Sauerbreij  | NED                  | 8260                 |
| 2                    | Lindsey Jacobellis   | USA                  | 7420                 |
| 3                    | Heidi Neururer       | AUT                  | 6560                 |
| 4                    | Doris Günther        | AUT                  | 6550                 |
| 5                    | Maelle Ricker        | CAN                  | 6090                 |
| 6                    | Doresia Krings       | AUT                  | 5740                 |
| 7                    | Mellie Francon       | SUI                  | 4710                 |
| 8                    | Manuela Pesko        | SUI                  | 4700                 |
| 9                    | Claudia Riegler      | AUT                  | 4610                 |
| 10                   | Helene Olafsen       | NOR                  | 4160                 |

| Parallelslalom parallelreuzenslalom | Parallelslalom parallelreuzenslalom | Parallelslalom parallelreuzenslalom | Parallelslalom parallelreuzenslalom |
| #                                   | Snowboarder                         | Land                                | Punten                              |
| ----------------------------------- | ----------------------------------- | ----------------------------------- | ----------------------------------- |
| 1                                   | Nicolien Sauerbreij                 | NED                                 | 8260                                |
| 2                                   | Heidi Neururer                      | AUT                                 | 6560                                |
| 3                                   | Claudia Riegler                     | AUT                                 | 4610                                |
| 4                                   | Doris Günther                       | AUT                                 | 4520                                |
| 5                                   | Svetlana Boldikova                  | RUS                                 | 4110                                |

| Snowboardcross | Snowboardcross     | Snowboardcross | Snowboardcross |
| #              | Snowboarder        | Land           | Punten         |
| -------------- | ------------------ | -------------- | -------------- |
| 1              | Maelle Ricker      | CAN            | 6090           |
| 2              | Lindsey Jacobellis | USA            | 5700           |
| 3              | Mellie Francon     | SUI            | 4710           |
| 4              | Dominique Maltais  | CAN            | 3840           |
| 5              | Helene Olafsen     | NOR            | 3570           |

| Halfpipe | Halfpipe          | Halfpipe | Halfpipe |
| #        | Snowboarder       | Land     | Punten   |
| -------- | ----------------- | -------- | -------- |
| 1        | Manuela Pesko     | SUI      | 4700     |
| 2        | Jiayu Liu         | CHN      | 3950     |
| 3        | Queralt Castellet | ESP      | 2970     |
| 4        | Chen Xu           | CHN      | 2630     |
| 5        | Zhifeng Sun       | CHN      | 2570     |

1994/1995 ·
1995/1996 ·
1996/1997 ·
1997/1998 ·
1998/1999 ·
1999/2000 ·
2000/2001 ·
2001/2002 ·
2002/2003 ·
2003/2004 ·
2004/2005 ·
2005/2006 ·
2006/2007 ·
2007/2008 ·
2008/2009 ·
2009/2010 ·
2010/2011 ·
2011/2012 ·
2012/2013 ·
2013/2014 ·
2014/2015 ·
2015/2016 ·
2016/2017 ·
2017/2018 ·
2018/2019 ·
2019/2020 ·
2020/2021 ·
2021/2022 ·
2022/2023 ·
2023/2024 ·
2024/2025
Alpineskiën ·
Biatlon ·
Bobsleeën ·
Freestyleskiën ·
Langlaufen ·
Noordse combinatie ·
Rodelen ·
Schaatsen ·
Schansspringen ·
Shorttrack ·
Skeleton ·
Snowboarden